# Abdoulaye Seye
Abdoulaye Seye (Francia, 30 de julio de 1934-13 de octubre de 2011) fue un atleta francés, especializado en la prueba de 200 m en la que llegó a ser medallista de bronce olímpico en 1960.

## Carrera deportiva
En los JJ. OO. de Roma 1960 ganó la medalla de bronce en los 200 metros, con un tiempo de 20.7 segundos, llegando a meta tras el italiano Livio Berruti que con 20.5 s igualó el récord del mundo, y el estadounidense Lester Carney.